# Hochvernagtspitze
De Hochvernagtspitze is een 3535 meter (volgens andere bronnen 3539 meter) hoge berg in de Ötztaler Alpen in het Oostenrijkse Tirol.
De berg ligt in de Weißkam ten westen van de Wildspitze, aan de rand van de Vernagtferner. De top is te bereiken via een bergtocht over gletsjers vanaf de op 2766 meter hoogte gelegen Vernagthütte.